# Hypsioma sororcula
Hypsioma sororcula är en skalbaggsart som beskrevs av Martins 1981. Hypsioma sororcula ingår i släktet Hypsioma och familjen långhorningar. Inga underarter finns listade i Catalogue of Life.